# Lijst van beschermd erfgoed in Écaussinnes
Onderstaande tabel geeft een overzicht van de beschermde erfgoederen in de gemeente Écaussinnes. Het beschermd erfgoed maakt deel uit van het cultureel erfgoed in België.
| Object | Bouwjaar/architect | Deelgemeente | Adres                 | Coördinaten                   | Nummer?                | Afbeelding |
| --- | ------------------ | ------------ | --------------------- | ----------------------------- | ---------------------- | --- |
| Kasteel van Follie, met kapel, keuken, muren, plafond van de bibliotheek, en het ensemble van het kasteel, de bijgebouwen en het park                                                                                        |                    |              |                       | 50° 34' 26" NB, 4° 10' 49" OL | 55050-CLT-0002-01 Info | Kasteel van Follie, met kapel, keuken, muren, plafond van de bibliotheek, en het ensemble van het kasteel, de bijgebouwen en het park |
| Kerk Sainte-Aldegonde, uitgezonderd de toren en de zijbeuken uit de 18e eeuw |                    |              |                       | 50° 34' 15" NB, 4° 10' 52" OL | 55050-CLT-0003-01 Info | |
| Kerk Sainte-Aldegonde, de gevels en daken van de pastorie, en het ensemble van de kerk, de pastorie en omgeving |                    |              |                       | 50° 34' 14" NB, 4° 10' 51" OL | 55050-CLT-0004-01 Info | |
| Ensemble kasteel/fort Ecaussinnes-Lalaing |                    |              |                       | 50° 34' 6" NB, 4° 10' 36" OL  | 55050-CLT-0005-01 Info | Ensemble kasteel/fort Ecaussinnes-Lalaing                                                                                             |
| Kasteeltuin Ecaussinnes-Lalaing en het ensemble van het kasteel, de moestuin, de aangrenzende versterkte hoeve en de omgeving                                                                                                |                    |              |                       | 50° 34' 1" NB, 4° 10' 35" OL  | 55050-CLT-0006-01 Info | |
| Ensemble omvattende kapel 'Notre-Dame de Liesse' en omliggende terreinen |                    |              | Scoufleny             | 50° 33' 52" NB, 4° 11' 29" OL | 55050-CLT-0007-01 Info | |
| Kapel Notre-Dame de Liesse |                    |              | Scouflény             | 50° 33' 52" NB, 4° 11' 30" OL | 55050-CLT-0008-01 Info | |
| Hydraulische molen van Combreuil, het rad en de steunende delen, en het ensemble van de molen en diens omgeving |                    |              |                       | 50° 35' 35" NB, 4° 12' 0" OL  | 55050-CLT-0009-01 Info | |
| Ensemble, omvattende molen van Combreuil en omgeving, geclassificeerd per uitvoerend besluit van 27 april 1990 is uitgebreid met de kadastrale percelen (1ère division, Ecaussinnes d'Enghien, Section C n°s 244 d et 249 d) |                    |              |                       | 50° 35' 36" NB, 4° 12' 5" OL  | 55050-CLT-0010-01 Info | |
| De glas-in-loodramen en beschilderde gewelf van de kapel van het kasteel van Follie |                    |              | Ecaussinnes d'Enghien | 50° 34' 26" NB, 4° 10' 49" OL | 55050-PEX-0001-01 Info | |
| Ensemble van de gebouwen van kasteel-fort Ecausinnes-Lalaing |                    |              |                       | 50° 34' 6" NB, 4° 10' 36" OL  | 55050-PEX-0002-01 Info | Ensemble van de gebouwen van kasteel-fort Ecausinnes-Lalaing                                                                          |
| Kasteeltuin Ecaussinnes-Lalaing en het ensemble van het kasteel, de moestuin, de aangrenzende versterkte hoeve en omgeving                                                                                                   |                    |              |                       | 50° 34' 1" NB, 4° 10' 35" OL  | 55050-PEX-0003-01 Info | |